# Clásica de Almería (Frauenrennen)
Clásica de Almería ist ein Straßenradrennen im Frauenradsport in Spanien.
Das Eintagesrennen wurde erstmals im Jahr 2023 ausgetragen und ist das Gegenstück zum gleichnamigen Männerrennen. Beide Rennen finden jedoch an unterschiedlichen Tagen auf unterschiedlichen Kursen statt. Die Strecke führt auf stark profiliertem Terrain durch den südlichen Teil der Provinz Almería im Südosten von Spanien. Das Rennen ist in die Kategorie 1.1 eingestuft.

## Palmarès
| Jahr | Siegerin        | Zweite           | Dritte              |
| ---- | --------------- | ---------------- | ------------------- |
| 2023 | Emilie Fortin   | Alison Jackson   | Floortje Mackaij    |
| 2024 | Lauren Stephens | Julija Birjukowa | Linda Zanetti       |
| 2025 | Ally Wollaston  | Linda Zanetti    | Dominika Włodarczyk |